# Luis María Prada
Luis María Prada, né le 21 mai 1953, à Saint-Sébastien, en Espagne, est un ancien joueur de basket-ball espagnol. Il évolue au poste d'ailier. 

## Palmarès
- Champion d'Espagne 1974, 1975, 1976, 1977, 1979, 1980
- Coupe du Roi 1974, 1975, 1977
- Coupe des clubs champions 1974, 1978, 1980
- Coupe intercontinentale 1976, 1977, 1978